# 黒瀬春樹
黒瀬春樹（くろせ はるき、1985年4月15日 - ）は、岐阜県岐阜市出身の元プロ野球選手（内野手）。右投右打。

## 経歴

### プロ入り前
岐阜県立岐阜商業高等学校時代には、通算で43本塁打を放ったが、春夏とも阪神甲子園球場での全国大会に出場できなかった。しかし、3年生だった2003年のドラフト会議で、西武ライオンズからの2巡目指名を受けて入団。担当スカウトは長谷川一夫で、同年までのレギュラー遊撃手・松井稼頭央（FA権の行使によって翌2004年からニューヨーク・メッツへ移籍）の後継者として期待された。

### 西武時代

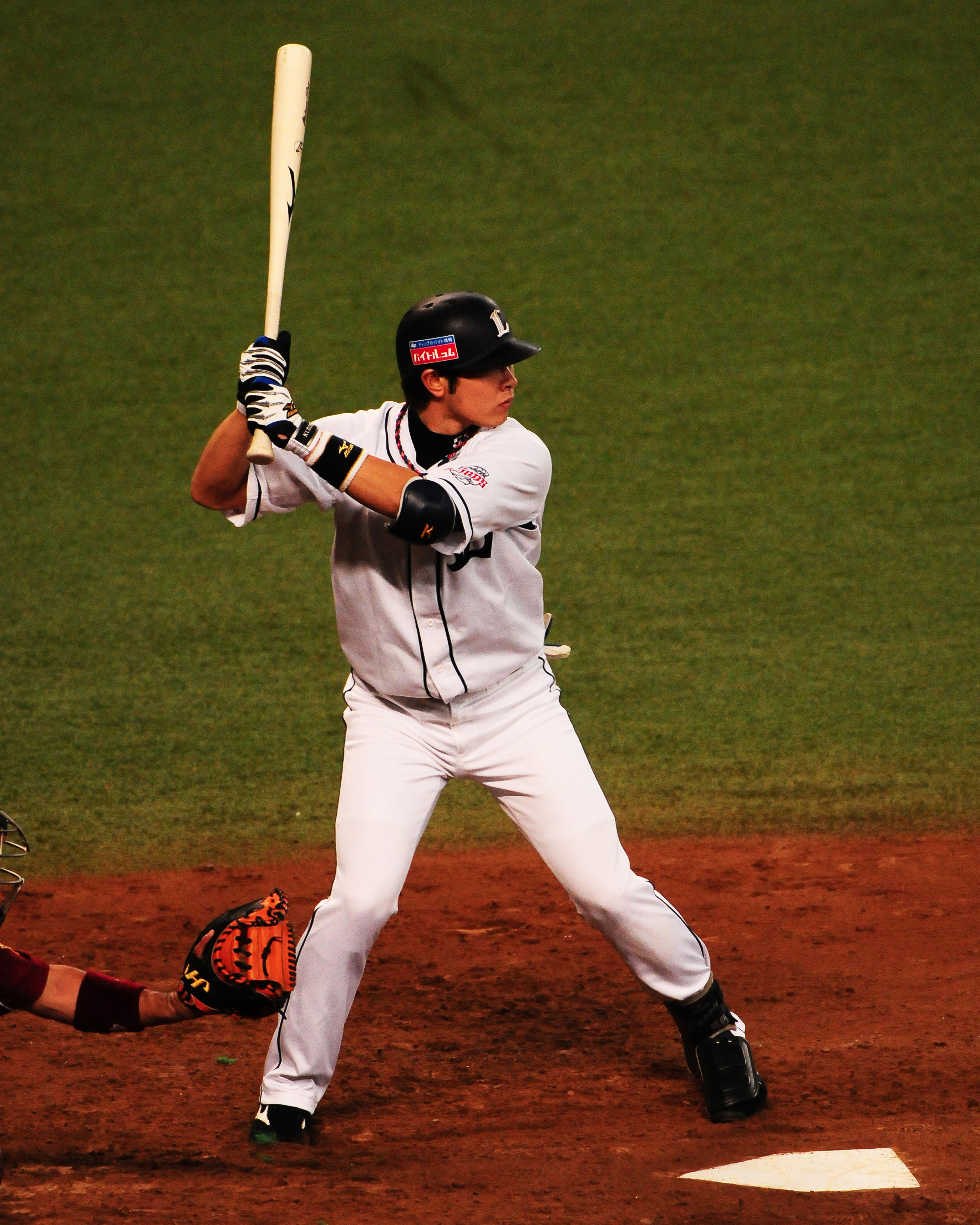
西武時代（2009年8月14日、西武ドーム）

2005年には、イースタン・リーグ公式戦でチームトップの88試合に出場。打率.256、8本塁打という成績を残した。守備では、主に遊撃で起用されたが、リーグ最多の21失策を記録している。
2006年には、イースタン・リーグ公式戦65試合に出場。打率.236、4本塁打、15失策という成績にとどまった。
2007年には、オープン戦で二塁・遊撃・三塁の守備を経験した後に、プロ4年目で初めての開幕出場選手登録を勝ち取った。一軍公式戦への出場機会のないまま3月29日にいったん出場選手登録を抹消されたが、4月25日の対福岡ソフトバンクホークス戦（福岡Yahoo! JAPANドーム）で一軍デビュー。「9番・二塁手」としてスタメンに起用されると、第1打席に杉内俊哉が投じた初球で一軍初安打、その後の打席で一軍初犠打を記録した。シーズン全体では、一軍公式戦で一塁・二塁・三塁の守備を経験。イースタン・リーグ公式戦では、守備率が初めて.950を越えるとともに、チーム2位の打率.281、6本塁打、42打点をマークした。
2008年には、8月3日の対千葉ロッテマリーンズ戦（長野オリンピックスタジアム）に「9番・遊撃手」でスタメンに起用されると、5回裏に渡辺俊介からの適時打で一軍初打点を記録した。さらに、同月10日の対北海道日本ハムファイターズ戦（西武ドーム）では、多田野数人から一軍初本塁打を記録した。イースタン・リーグ公式戦では、一時首位打者に立つなど打撃が好調。シーズン通算では、自己最高・リーグ3位の打率.313と、チームトップの19盗塁を記録した。なお、シーズン終了後には、チームの野手でただ1人ハワイ・ウィンターリーグへ派遣されている。
2009年には、レギュラー二塁手・片岡易之とレギュラー遊撃手・中島裕之が公式戦開幕前のWBCに日本代表として参加していたことから、オープン戦のほぼ全試合に出場。一軍公式戦でも、在籍中では最多の24試合に出場した。6月14日の対広島東洋カープ戦（西武ドーム）では、延長12回裏無死満塁から代打で起用されたところ、広島のマーティ・ブラウン監督が「内野手5人・外野手2人」の変則シフトを実行。黒瀬は青木高広から痛烈な飛球を放ったものの、左翼手として起用されながら二塁ベース後方を守っていた小窪哲也に捕られた。さらに、小窪 → 捕手・石原慶幸 → 一塁手・喜田剛への転送によって一塁走者が封殺された結果、NPBの公式戦では珍しい「7（左翼手）-2（捕手）-3（一塁手）」という併殺が成立。試合自体も、後続打者の凡退で12回引き分けに終わった。なお、7月に右膝を傷めると、9月には手術を受けている。
2010年には、一軍公式戦8試合に出場。2011年には、一軍公式戦への出場機会がないまま、5月25日に江草仁貴との交換トレードで阪神タイガースへ移籍することが発表された。

### 阪神時代
2011年6月5日の対オリックス・バファローズ戦（甲子園）に、代打として移籍後初の一軍公式戦出場。一軍では2試合の出場で2打数無安打に終わったが、プライベートでは、7月11日に埼玉県出身の一般女性と入籍したことを公表した。なお、移籍当初の背番号は66だったが、シーズン終了後に38へ変更している。
2012年には、一軍公式戦2試合に出場。いずれも三塁手としての出場だったが、打席に立つ機会はなかった。
2013年には、一軍公式戦13試合に出場。8月1日の対中日ドラゴンズ戦（甲子園）では、「6番・二塁手」としてスタメンに起用されるとともに、一軍での移籍後初安打を放っている。
2014年以降は、一軍公式戦への出場機会がなかった。2015年10月1日に球団から戦力外通告を受けたことを機に、現役を引退。12月2日、自由契約公示された

### 現役引退後
2015年11月10日に、スコアラーとして西武へ復帰することが発表された。

## 選手としての特徴・人物
高校時代には、通算43本塁打に加えて、遠投で120m、50m走で5秒9を記録。全国大会や東海大会への出場経験がなかったにもかかわらず、「走攻守三拍子揃った高校球界屈指の大型遊撃手」として評価されていた。しかし、西武への入団後には、公式戦で一塁・二塁・三塁の守備も経験。一軍公式戦では、西武時代の2008年を最後に、遊撃手としての出場機会がなかった。当時遊撃手としてレギュラーであった鳥谷敬の負傷(右手人さし指の爪の裂傷)を機に移籍した阪神でも、移籍の直後から鳥谷が遊撃手としての連続試合出場を再開した影響で、一軍の公式戦で守備に就く場合には二塁手や三塁手として起用されていた。
西武での現役時代には、入団した2004年から2007年まで、高校の先輩・和田一浩とチームメイトになった。黒瀬・和田とも後に他球団へ移籍したが、移籍先で揃って現役を引退した2015年まで、春季キャンプ前には合同で自主トレーニングに取り組んでいた。

## 詳細情報

### 年度別打撃成績
| 年 度     | 球 団     | 試 合 | 打 席 | 打 数 | 得 点 | 安 打 | 二 塁 打 | 三 塁 打 | 本 塁 打 | 塁 打 | 打 点 | 盗 塁 | 盗 塁 死 | 犠 打 | 犠 飛 | 四 球 | 敬 遠 | 死 球 | 三 振 | 併 殺 打 | 打 率 | 出 塁 率 | 長 打 率 | O P S |
| --------- | --------- | ----- | ----- | ----- | ----- | ----- | -------- | -------- | -------- | ----- | ----- | ----- | -------- | ----- | ----- | ----- | ----- | ----- | ----- | -------- | ----- | -------- | -------- | ----- |
| 2007      | 西武      | 12    | 14    | 13    | 0     | 2     | 0        | 0        | 0        | 2     | 0     | 0     | 0        | 1     | 0     | 0     | 0     | 0     | 4     | 0        | .154  | .154     | .154     | .308  |
| 2008      | 西武      | 18    | 45    | 38    | 7     | 8     | 2        | 0        | 1        | 13    | 5     | 0     | 0        | 2     | 0     | 4     | 0     | 1     | 5     | 0        | .211  | .302     | .342     | .644  |
| 2009      | 西武      | 24    | 27    | 25    | 4     | 5     | 0        | 0        | 0        | 5     | 2     | 2     | 1        | 2     | 0     | 0     | 0     | 0     | 7     | 1        | .200  | .200     | .200     | .400  |
| 2010      | 西武      | 8     | 19    | 18    | 4     | 5     | 2        | 0        | 0        | 7     | 0     | 0     | 0        | 1     | 0     | 0     | 0     | 0     | 3     | 1        | .278  | .278     | .389     | .667  |
| 2011      | 阪神      | 2     | 2     | 2     | 0     | 0     | 0        | 0        | 0        | 0     | 0     | 0     | 0        | 0     | 0     | 0     | 0     | 0     | 0     | 0        | .000  | .000     | .000     | .000  |
| 2012      | 阪神      | 2     | 0     | 0     | 0     | 0     | 0        | 0        | 0        | 0     | 0     | 0     | 0        | 0     | 0     | 0     | 0     | 0     | 0     | 0        | ----  | ----     | ----     | ----  |
| 2013      | 阪神      | 13    | 15    | 13    | 1     | 3     | 2        | 0        | 0        | 5     | 0     | 0     | 0        | 0     | 0     | 1     | 0     | 1     | 1     | 1        | .231  | .333     | .385     | .718  |
| 通算：7年 | 通算：7年 | 79    | 122   | 109   | 16    | 23    | 6        | 0        | 1        | 32    | 7     | 2     | 1        | 6     | 0     | 5     | 0     | 2     | 20    | 3        | .211  | .275     | .294     | .569  |

### 年度別守備成績
| 年 度 | 球 団 | 一塁  | 一塁  | 一塁  | 一塁  | 一塁  | 一塁     | 二塁  | 二塁  | 二塁  | 二塁  | 二塁  | 二塁     | 三塁  | 三塁  | 三塁  | 三塁  | 三塁  | 三塁     | 遊撃  | 遊撃  | 遊撃  | 遊撃  | 遊撃  | 遊撃     |
| 年 度 | 球 団 | 試 合 | 刺 殺 | 補 殺 | 失 策 | 併 殺 | 守 備 率 | 試 合 | 刺 殺 | 補 殺 | 失 策 | 併 殺 | 守 備 率 | 試 合 | 刺 殺 | 補 殺 | 失 策 | 併 殺 | 守 備 率 | 試 合 | 刺 殺 | 補 殺 | 失 策 | 併 殺 | 守 備 率 |
| ----- | ----- | ----- | ----- | ----- | ----- | ----- | -------- | ----- | ----- | ----- | ----- | ----- | -------- | ----- | ----- | ----- | ----- | ----- | -------- | ----- | ----- | ----- | ----- | ----- | -------- |
| 2007  | 西武  | 3     | 19    | 1     | 0     | 2     | 1.000    | 7     | 2     | 6     | 0     | 1     | 1.000    | 1     | 0     | 2     | 0     | 0     | 1.000    | -     | -     | -     | -     | -     | -        |
| 2008  | 西武  | -     | -     | -     | -     | -     | -        | -     | -     | -     | -     | -     | -        | -     | -     | -     | -     | -     | -        | 15    | 20    | 30    | 4     | 4     | .926     |
| 2009  | 西武  | -     | -     | -     | -     | -     | -        | 4     | 3     | 4     | 0     | 1     | 1.000    | 15    | 2     | 22    | 0     | 2     | 1.000    | -     | -     | -     | -     | -     | -        |
| 2010  | 西武  | -     | -     | -     | -     | -     | -        | -     | -     | -     | -     | -     | -        | 6     | 4     | 9     | 1     | 0     | .929     | -     | -     | -     | -     | -     | -        |
| 2012  | 阪神  | -     | -     | -     | -     | -     | -        | -     | -     | -     | -     | -     | -        | 2     | 0     | 0     | 0     | 0     | ----     | -     | -     | -     | -     | -     | -        |
| 2013  | 阪神  | -     | -     | -     | -     | -     | -        | 4     | 3     | 1     | 0     | 1     | 1.000    | 9     | 0     | 1     | 0     | 0     | 1.000    | -     | -     | -     | -     | -     | -        |
| 通算  | 通算  | 3     | 19    | 1     | 0     | 2     | 1.000    | 15    | 8     | 11    | 0     | 3     | 1.000    | 33    | 6     | 34    | 1     | 2     | .976     | 15    | 20    | 30    | 4     | 4     | .926     |

### 記録
- 初出場・初先発出場：2007年4月25日、対福岡ソフトバンクホークス4回戦（福岡Yahoo! JAPANドーム）、9番・二塁手で先発出場
- 初打席・初安打：同上、3回表に杉内俊哉から左前安打
- 初打点：2008年8月3日、対千葉ロッテマリーンズ15回戦（長野オリンピックスタジアム）、5回裏に渡辺俊介から左前適時打
- 初本塁打：2008年8月10日、対北海道日本ハムファイターズ15回戦（西武ドーム）、5回裏に多田野数人から中越ソロ
- 初盗塁：2009年5月31日、対読売ジャイアンツ2回戦（西武ドーム）、10回裏に二盗（投手：マーク・クルーン、捕手：阿部慎之助）

### 背番号
- 56 （2004年 - 2011年5月24日）[17]
- 66 （2011年5月25日 - 同年終了）
- 38 （2012年 - 2015年）